# Дік Лайон (веслувальник)
Дік Лайон (англ. Dick Lyon, 7 вересня 1939 — 8 липня 2019) — американський академічний веслувальник.
Бронзовий призер Олімпійських Ігор 1964 року в складі розпашної четвірки без стернового, учасник 1972 року.